# Jaromír Vytopil
Jaromír Vytopil (24. září 1937, Blížkovice – 9. listopadu 2020 Pelhřimov) byl nejstarší a nejdéle působící knihkupec v České republice. Jako takový je i zapsán v České knize rekordů.Ve svém povolání, které bral jako službu veřejnosti, působil 68 let (1952–2020) . Nesmírně oblíbený mezi zákazníky, byl i známou osobností, která se celoživotně věnovala podpoře jak literatury tak i čtení dětí a mládeže.
Jaromír Vytopil se stal knihkupcem v době, kdy mu bylo 15 let a 1 měsíc, tedy 24. října 1952. Od té doby byl knihkupcem nepřetržitě, v šesti různých městech a od května 1963 až do své smrti v Pelhřimově.
Během své kariéry zažil nucené prodeje ideologické literatury 50. let, přeceňování knih po měnové reformě v roce 1953, uvolnění vydavatelské politiky v 60. letech i následující seznamy zakázaných knih a jejich stahování z oběhu po událostech v srpnu 1968 i éru knižních čtvrtků, při kterých byly na trh dodávány nové knihy. Ve svých rozhovorech v médiích vzpomíná na dobu budování nového knižního trhu po roce 1989 a zakládání nových soukromých knihkupectví v 90. letech. Jeho vzpomínky tak jsou živoucí historií českých knihkupectví od 50. let minulého století.
Pro místní děti byl také „králem“, který je každoročně pasoval do „řádu čtenářského“ v pelhřimovské knihovně.

## Dráha knihkupce 1952–2020
Jako prodavač knih začal v Moravských Budějovicích, poté v Novém Městě na Moravě. Po dvou letech vojenské služby v letech 1956-58 v Kostelci nad Orlicí pracoval dva měsíce jako knihkupec v Třebíči, poté byl přeložen do Žďáru nad Sázavou a dalších několika měsících do Ledče nad Sázavou, již jako vedoucí. Z Ledče odešel asi na 5 let do Pacova. V roce 1963 se přestěhoval do Pelhřimova.
Soukromě začal podnikat se svou ženou Marií 1. července 1991, ve svých 54 letech. Krátce poté v témže roce založil vlastní Vytopilovo knihkupectví, což popsal i ve svém rozhovoru pro list Deník. Svému povolání se věnoval 68 let až do své smrti v roce 2020, aniž by odešel do důchodu.
Během svého působení byl mediálně značně aktivní, mj. měl i vlastní pořad o knihách v Českém rozhlase Vysočina.

## Úmrtí
Jaromír Vytopil je jednou z obětí pandemie covidu-19. Koronavirem se spolu s manželkou Marií Vytopilovou nakazil v knihkupectví, ve kterém strávil celý život. Zatímco jeho žena nákazu přežila, on sám zemřel 9. listopadu 2020.

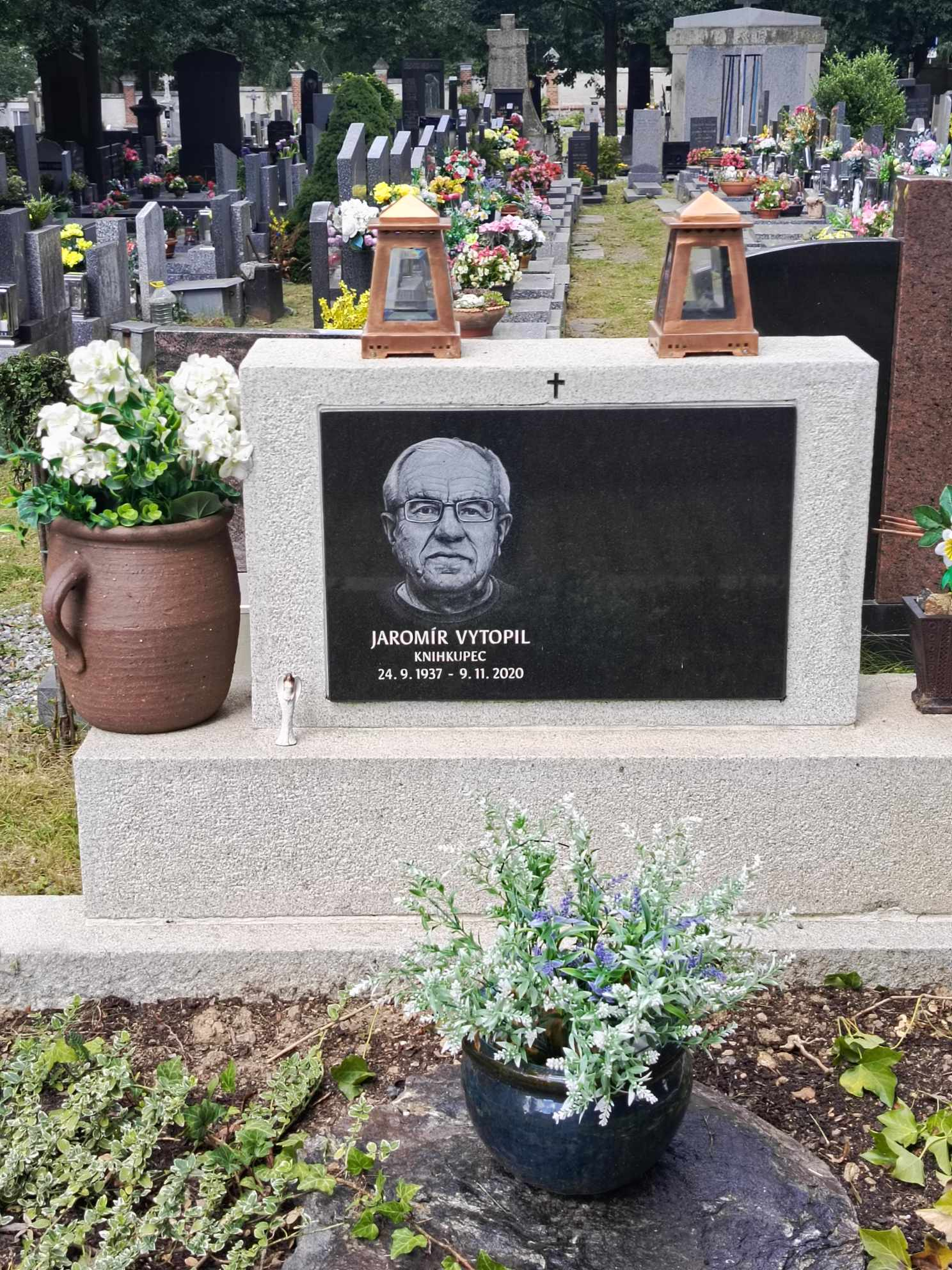
Poslední odpočinek Jaromíra Vytopila

Jeho odchodu se věnovala česká a řada zahraničních médií.

## Ocenění
- 2015 Zápis do České knihy rekordů
- 2017 Cena města Pelhřimova, kategorie Podnikatel

### Profilové rozhovory
- Aktuálně.cz: Důchod by mě nebavil, říká pelhřimovský knihkupec Vytopil
- Deník: Beru živnost jako službu i o zakládání knihkupectví v 90. letech.
- Český rozhlas: Rozhovor s Jaromírem Vytopilem. i o jeho začátcích v knihkupectví v 50. letech.

### Česká média
- Český rozhlas: Jaromír Vytopil, knihkupec (pořad knihkupce o nových knihách)
- MF DNES: Zemřel knihkupec Jaromír Vytopil
- Blesk: Zemřel nejstarší český knihkupec (83) Covid-19 chytil v prostorech, které miloval
- Deník: Konec jedné éry
- ČTK: Zemřel nejstarší český knihkupec
- Česká kniha rekordů, Jaromír Vytopil

### Mezinárodní média
- USA: Associated Press: Longest-serving bookseller among 25,000 Czech virus victims
- Německo: Deutsche Welle: Grieving Czech Republic emerges from pandemic anglicky
- Německo: Deutsche Welle: Tschechien: Zwischen trauer und protest německy

### Další
- Francie: La Republique tcheque rend hommage a un libraire historique
- Blízký východ Ashar Al Awsat